# Esbareich (kaas)
De esbareich is een Franse kaas uit het hoge berggebied van de Pyreneeën. Andere namen die ook wel voor deze kaas gehanteerd worden, zijn de oloron-sainte-marie en tardets.
De esbareich is een schapenkaas uit Frans-Baskenland, met name uit de hoge valleien van de Ourse en de Ouzon. Veel schapenkazen komen uit dat gebied, de Ossau-Iraty AOC is de bekendste. De kaas wordt maar in een kleine hoeveelheid gemaakt en is buiten de streek vrijwel niet verkrijgbaar. De productie van de kaas vindt met name plaats in de hoge berghutten.
De esbareich is een schapenkaas van het type gewassenkorstkaas, gedurende het rijpen wordt de kaas regelmatig gewassen met pekel. De kaas rijpt minimaal twee tot zes maanden. Resultaat hiervan is een sterk geurende kaas, met een gladde okerkleurige korst en een smeuïge, homogene kaasmassa.